# PRS Guitars
PRS Guitars es una empresa estadounidense constructora de guitarras con sede en Stevensville, Maryland. PRS Guitars fue fundada por el guitarrista y lutier Paul Reed Smith en 1985. Paul Reed Smith Guitars es una de las principales empresas constructoras de guitarras eléctricas y acústicas. Las guitarras PRS fueron usadas originalmente por músicos locales. Las guitarras fabricadas por PRS han conseguido ser altamente apreciadas por músicos y coleccionistas de todo el mundo.

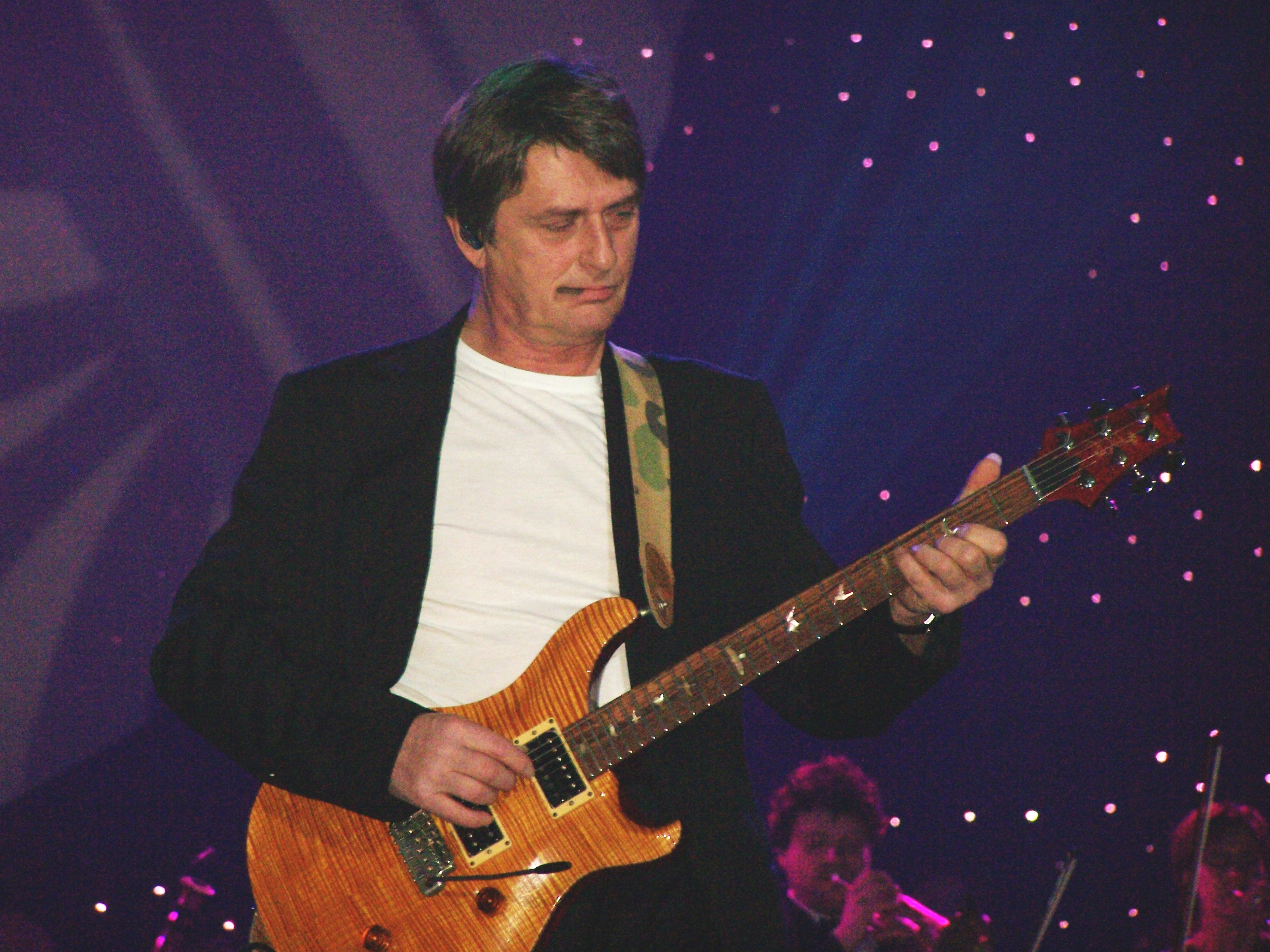
Mike Oldfield con su Custom 24 en diciembre de 2006 en el Festhalle de Frankfurt

## Construcción

### Materiales
La selección de madera tiene un papel principal en la fabricación de una guitarra PRS. Los cuerpos son fabricados de caoba, con una capa superior de arce en la mayoría de sus modelos (dichas capas son clasificadas en una escala del 1 al 10 de acuerdo con su dibujo (refiriéndose con esto al aspecto de la madera)). Las guitarras PRS a veces ofrecen dibujos de calidad especial, incluyendo flame maple y quilt maple e incluso arce con dibujo de fantasía creando el efecto de rayas de tigre. Los mástiles de las PRS normalmente están hechos de caoba, aunque algunos modelos ofrecen mástiles de arce o palorrosa indio o brasileño; los diapasones están hechos de palorrosa. La palometas de las clavijas son de material sintético. Los indicadores de número de traste de las guitarras PRS signature incluyen lunas en las de gama baja, y pájaros en las de gama alta. Las lunas son similares a las incrustaciones típicas en forma de punto pero con la silueta de una luna creciente resaltada. Las incrustaciones en forma de pájaro representan nueve o diez aves distintas los trastes adecuados. El material de las incrustaciones incluye piedras semipreciosas; todo tipo de conchas iridiscentes, incluyendo oreja de mar, oro, e incluso algunos materiales exóticos y costosos como marfil de mamut (extinto).

### Mecánica

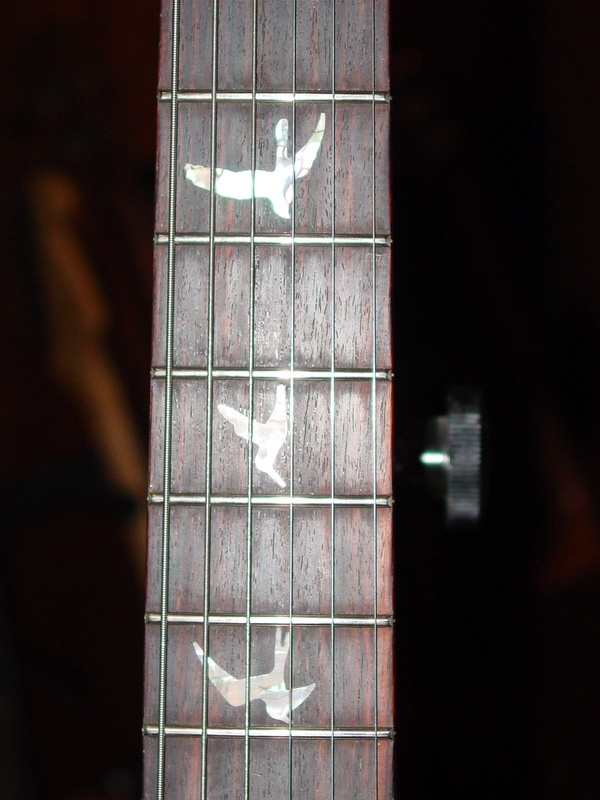
Primer plano de las incrustaciones en forma de ave del tercer, quinto y séptimo trastes.

Las clavijas son diseño propio de PRS, aunque las que vienen con algunos modelos son Kluson "Made in Corea". Las guitarras PRS ofrecen tres diseños de puente originales: el PRS stoptail que ya viene ajustado, el hecho de que el puente venga ya ajustado es algo único de PRS, pueden usarlo debido a que las especificaciones de diseño de PRS están muy ajustadas, garantizando que la distancia entre los testigos solo tendrá milésimas de pulgada de diferencia entre una guitarra y otra. Sin embargo este diseño no permite ser ajustado para compensar cambios en el grosor de las cuerdas o afinaciones alternativas. Esto es debido al proceso de fabricación de PRS con tecnología CNC. Los otros dos diseños son el trémolo PRS, que parece un antiguo Fender Stratocaster pero que permite una afinación más estable debido a que produce menos fricción, y el más reciente puente wrapover , que permite realizar ajustes de altura y octavación.

### Pastillas
Las pastillas son diseñadas y bobinadas por la propia empresa; PRS es más hermética respecto a los imanes, bobinados y construcción que otros fabricantes de pastillas. Las pastillas PRS tipo humbucker han tenido diversos nombres, incluyendo HFS (Hot, Fat, y Screams); Vintage Bass; McCarty; Santana I, II, y III; Archtop; Dragon I y II; Artist I hasta IV; #6, #7, #8, #9, y #10, RP (tras las iniciales del diseñador) 57/08 y Soapbar. Incluso añadiendo más oscuridad, muchas de las pastillas anteriores son actualmente un par de pastillas bobinadas en direcciones opuestas, una para la posición del puente y otra para la del mástil.

### Acabados
PRS es conocida por "reventar el grano" en sus instrumentos con tapa de arce, un proceso que acentúa la calidad 3D del arce a través de un proceso de impregnado en varios pasos. Los acabados son transparentes, translúcidos u opacos e incluyen poliuretano de tipo automoción o nitrocelulosa satinada.

### Métodos actuales de fabricación
Con la creciente demanda de mediados de los 90, PRS tuvo que pasar de una fabricación y montaje mayoritariamente manual (fresadoras-duplicadoras) a una fabricación y montaje mayoritariamente mecánico. Los cuerpos y mástiles se procesan ahora a través de CNC (control numérico computarizado), aunque el pulido, ensamblaje y acabado se siguen haciendo a mano. Las máquinas CNC son más precisas que las fresadoras-duplicadoras anteriormente usadas. La línea principal de PRS guitars es diseñada y construida totalmente en los Estados Unidos.

### Guitarras PRS no estadounidenses (Modelos SE o Student Edition)
Para mantener la demanda, PRS presentó una nueva gama a finales de los 90. Los modelos SE, se fabrican en Corea y en Indonesia, los mismos son diferenciables por los acabados opacos y la menor calidad de las maderas aunque algunos de estos modelos también incluyen arce con dibujo como la Soapbar II. Los modelos SE de PRS están incrementando su popularidad entre los aficionados, al igual que los modelos de gama alta tienden a ser usados por músicos profesionales.

## Artistas que usan Guitarras PRS
- Ted Nugent fue el primer guitarrista famoso a quien Paul Reed Smith persuadió de tocar una de sus guitarras.
- Gustavo Cerati, de Soda Stereo, usaba también una PRS Multifoil Special Model (solo han creado 100 de ellas, al no ser un color "tan popular")
- Guido Sardelli, baterista, guitarrista y vocalista de la banda argentina Airbag, suele usar una PRS Custom 24 en las presentaciones en vivo de la banda.
- John Mayer, siendo una de las grandes caras de Fender, Mayer pasó a utilizar guitarras PRS (principalmente en sus participaciones con Dead & Company) e incluso lanzó su modelo signature, la PRS Silver Sky, basada en la Stratocaster.
- Carlos Santana fue otro de los primeros en recibir una de las guitarras PRS más tempranas. El inusual modelo Santana signature de 24 trastes y con una escala de 24½" fue uno de los primeros modelos especiales de PRS.
- Charly Hurt,  utiliza PRS 513 desde 2006, sobre todo en estudio de grabación.
- Alex Lifeson de Rush ha usado guitarras PRS desde 1990, y continua usándolas hoy en día, junto con otras marcas.
- Al Di Meola, de Return to Forever, utiliza principalmente una PRS McCarty del Private Stock como artista en solitario.
- Neal Schon, de Journey, utiliza varias PRS, principalmente unas NS-14 y NS-15 del Private Stock; recientemente ha mostrado en su página de Facebook una NS-13.
- Arturo Arredondo de Panda usa una guitarra PRS Whale Blue en todos los conciertos de la ya mencionada exitosa banda mexicana. Patrocinado oficialmente por PRS en 2010.
- Mike Oldfield también ha usado una Custom 24.
- Mikael Åkerfeldt de Opeth usa Custom 24s y Custom 22s y tiene su propio modelo recién lanzado por PRS.
- Mark Tremonti de Alter Bridge y Creed usa guitarras PRS, y actualmente tiene dos modelos signature (uno PRS y el otro PRS SE).
- Chad Kroeger de Nickelback también usa guitarras PRS casi exclusivamente.
- Sergio Vallín de Maná utiliza en sus giras y grabaciones PRS SV, modelo exclusivo.
- Dave Navarro de Jane's Addiction, The Red Hot Chili Peppers, y The Panic Channel usa principalmente guitarras PRS y tiene su propio modelo signature.
- Paul Jackson Jr. utiliza actualmente una PRS SE Singlecut Paul Jackson Guitar Series y una JA-15.
- John Mayer usó una para la canción "Stiched Up" con Herbie Hancock.
- Steven Wilson y John Wesley (ambos guitarristas) de Porcupine Tree.
- Jimmy Buffet, Daniel Johns de Silverchair.
- Paul Allender de Cradle of Filth.
- Larry LaLonde de Primus.
- Brad Delson de Linkin Park
- Neige de Alcest.
- Tim Mahoney de 311, antiguo miembro de Cradle of Filth.
- Gian Pyres, Benjamin Burnley y Aaron Fink de Breaking Benjamin.
- Brendan Bayliss de Umphrey's Mcgee.
- Pete Loeffler de Chevelle.
- Mike Shinoda de Linkin Park.
- Ben Kasica de Skillet.
- John Fogerty (CCR) uso una guitarra PRS en su Long Road Home Tour.
- Paul Waggoner y Dustie Waring de Between the Buried and Me usaron guitarras PRS durante la filmación del DVD de su álbum Colors en Nashville, TN.
- Orianthi Panagaris es usuaria de estas guitarras.
- Chester Bennington De Linkin Park Las solía utilizar en presentaciones de Iridescent y Shadow Of The Day.
- Iñaki Beruete también utiliza una guitarra Paul Reed Smith, concretamente el modelo S2 Mira en un color llamado Vintage Cherry (cereza antigua).
- Mike Einziger de Incubus usó durante mucho tiempo esta marca.
- Shae Padilla Exguitarrista principal de la Ex-Banda KSM, Ella aún se dedica a la música.
- Wes Borland de Limp Bizkit durante la gira del alcum Chocolate Starfish And The Hot Dog Flavoured Water.
- Mike Smith Ex Snot y Limp Bizkit.
- Dan Spitz De Anthrax Durante La Gira De Reunion De 2005.
- Jon Foreman De Switchfoot Durante Hello Huricane Tour y Vice Verse Tour.
- Mario Polverigiani de Pestaña de Ciervo.
- Billy Martin Guitarrista Principal de Good Charlotte.
- Alex Gaskarth Guitarrista de All Time Low.
- Nelson "Pez" López Guitarrista de Gondwana.
- Dan Estrin, guitarrista de Hoobastank suele usar guitarras PRS.
- Arturo Caño de MegaMilf usó habitualmente una Tremonti II en la gira de 2012.
- Marty Friedman usa actualmente su nuevo modelo Paul Reed Smith SE Marty Friedman, además de grabar con ella durante su último y nuevo álbum "Inferno"(2014)
- Benjamin  Burnley de Breaking Benjamin usa guitarras PRS
- Daniela Villarreal de The Warning es artista PRS desde 2021. Utiliza varios modelos Custom 24, especialmente la 24-08.[1]
- Lula Bertoldi de Eruca Sativa utiliza una guitarra PRS 408.
- Pablo Mondello de Massacre utiliza casi en su totalidad distintos modelos de PRS.
- Antonio Bernardini de Sôber, usa guitarras PRS desde el año 1999, y es el único endorser Español que aparece en su lista.
- Ariel Pozzo de la banda de Miguel Mateos utiliza varias  PRS.
- Félix Montero de Bicho Pal Monte desde verano de 2015
- Myles Kennedy de Alter Bridge posee una PRS Sunburst SC 245.
- Toru Yamashita de One Ok Rock
- Alberto Cereijo de Los Suaves utiliza PRS.
- Lee Gaze de Lostprophets usó guitarras PRS para la grabación del primer álbum de la banda y presentaciones en vivo.
- Mike Lewis de Lostprophets usó guitarras PRS para la grabación del primer álbum de la banda y presentaciones en vivo.
- Herman Li de Dragonforce a partir de 2019 comienza a usar guitarras PRS.
- Kanami Tono de Band-Maid.

Mark Holcomb de la banda periphery tiene varias PRS signature. https://web.archive.org/web/20161025045146/http://prsguitars.com/markholcomb/

## Lista parcial de los modelos de PRS Guitars
Una lista más extensa está disponible en la web de PRS guitars. Muchos de los modelos listados están disponibles con puente stoptail o trémolo; las opciones de acabado son múltiples y varían en función del modelo.
- The PRS Guitar (1985 y 1986 - todo caoba - incrustaciones en forma de pájaro opcionales - conocida ahora como la pre-standard)
- PRS Custom (The PRS Guitar con tapa de arce - incrustaciones en forma de pájaro opcionales - cambio de nombre a 'Custom 24' cuando se presentó el modelo de 22 trastes a mediados de los 90)
- Metal Model (MUY rara cuerpo sólido de caoba 24 trastes con acabado a rallas)
- Custom 22
- Custom 22/12 (guitarra de 12 cuerdas y 22 trastes)
- Custom 24 (es la PRS Custom propiamente dicha - se renombró como CU24 cuando apareció la CU22)
- SC245 (singlecut de escala 24.5" y 22 trastes)
- SC250 (singlecut de escala 25" y 22 trastes)
- SC250 Satin
- McCarty (mástil de 22 trastes - cuerpo más grueso que la CU22 - clavijero más fino colocado en un ángulo distinto)
- McCarty II
- McCarty Korina
- McCarty Soapbar
- Mira
- Mira Maple Top
- Santana 1, II, III, Brazilian, y la nueva Santana MD
- Modelo Johnny Hiland
- Modelo Dave Navarro
- Modelo Mike Åkerfeldt SE Signature Guitar
- Modelo Mark Tremonti
- 513 (mástil de caoba)
- CE22
- CE24
- CE22 Alder body (cuerpo de arce)
- CE24 Alder body (cuerpo de arce)
- Standard 22
- Standard 24
- Standard 22 Satin
- Standard 24 Satin
- Corvette Standard 22
- Hollowbody I, II y Spruce
- Hollowbody I Singlecut
- Hollowbody Singlecut Standard (todo el cuerpo de caoba)
- Singlecut Trem
- Singlecut Trem Satin
- Singlecut Trem Modern Eagle
- Swamp Ash Special
- Starla
- Santana SE II
- Soapbar SE II
- Soapbar SE II Maple
- SE Custom
- SE Paul Allender
- SE Singlecut
- SE EG
- Tremonti SE
- SE One
- SE Soapbar
- SE Bernie Marsden
- SE 245 (singlecut de escala 24.5" y 22 trastes)

### Ediciones limitadas
- Signature model (unas 1003 fabricadas - aunque solo 1000 fueron fabricadas "oficialmente" - unos pocos números de serie están duplicados - oficialmente se fabricaron entre 1987 y 1991 pero algunas de las primeras fueron fabricadas en 1986 como las número 14, 19, y 30)
- Signature 'Limited Edition' 1989, 1990 Semi-Hollow Body Tune-O-Matic (unas 303 fabricadas. #300/300 se construyó dos veces - MUY rara con tapa de arce siendo la mayoría de estas con tapas de cedro o de ciprés - unas pocas llevaron trémolo en vez de Tune-O-Matic - esta fue la primera edición limitada oficial de guitarras PRS)
- Mark Tremonti Tribal (solo 100 fabricadas - firmadas por Tremonti y numeradas)
- McCarty (primeras 100 firmadas por Ted McCarty y numeradas)
- Artist I, II, III, IV y la rarísima Artist LTD (solo 68 fabricadas)
- Dragon I, II, III, 2000, 2002 y 2005 Double Dragon
- Rosewood Limited (incrustación del árbol de la vida en el acabado mástil de palorrosa indio del este - 100 fabricadas y numeradas - algunas eran semi-hollow - unas pocas tenían trémolo)
- Golden Eagle (solo 10 fabricadas)
- 20th Anniversary (200 por cada modelo - incrustaciones en forma de pájaro especiales 20 aniversario)
- 25th Anniversary (200 por cada modelo - Pastillas 57/08 - últimas con sistema Rotary)
- Brazilian McCarty (mástil de palorrosa brasileño - 250 firmadas y numeradas - no son BLE)
- Brazilian Singlecut (mástil de palorrosa brasileño - 250 firmadas y numeradas - no son BLE)
- McCarty modelos Brazilian Limited Edition (BLE) (con diapasón de palorrosa brasileño - 500 numeradas)
- CU22 modelos Brazilian Limited Edition (BLE)(con diapasón de palorrosa brasileño - 500 numeradas)
- CU24 modelos Brazilian Limited Edition (BLE)(con diapasón de palorrosa brasileño - 500 numeradas)
- Custom 22 semi-hollow body (no son realmente una edición limitada - tan solo difíciles de encontrar)
- Private Stock, instrumentos únicos (no son realmente una edición limitada - pedidos personalizados)
- 1986 Single Pick-up 24 Fret Standard (se fabricaron 3 - 1 roja y 2 azules - la EVH PRS - más que una edición limitada son prototipos)
- Singlecut Semi-Hollow (sin agujeros en forma de f - fabricadas solo 90 - sin numerar ni firmar)
- SC-J Thinline (single cut, jumbo, hollowbody con vibrato Bigsby opcional)
- Archtop Artist
- Billy Martin SE Review,

Cuenta con un cuerpo de caoba sólida y pegada en el cuello de caoba con diapasón de palisandro. Guitarra única en su tipo, con un nuevo acabado en negro mate se complementa con hardware negro e incrustaciones de color verde con un diseño especial de murciélagos Diseñados por el mismo Billy Martin en el traste 12. n total, la guitarra cuenta con 22 trastes, lo más impresionante es que a pesar de estar constituida de caoba (material comúnmente pesado) esta guitarra es realmente ligera, aún más que las guitarras normales.

### Modelos descontinuados
- 513 Rosewood (mástil de palorrosa brasileño)
- Custom 22 Soapbar
- Custom 22
- Custom 22/12
- Swamp Ash Special
- Modern Eagle 2
- 513 MT
- Single Cut 245
- Single Cut 250
- Sunburst 22
- Sunburst 245
- Hollow Body I
- Single Cut Hollowbody I
- 513 STD
- Mark Tremonti Model (Stoptail; incrustación "Mark Tremonti" en el traste 12)
- CE24 Hollowflake Finish
- McCarty
- McCarty Standard
- McCarty Soapbar Standard
- Modern Eagle (ME)
- Singlecut Tremolo Modern Eagle (SCT ME)
- Santana I
- Santana II
- McCarty Archtop
- Singlecut - reemplazada por la SC 245 (singlecut de escala 24.5") y la SC 250 (singlecut de escala 25") en 2007
- Todos los modelos para zurdos

- en 2009 aparecen modelos del 25th aniversario, discontinuando algunos clásicos modelos para reemplazarlos por la línea 25th.